# Ніколоз Цкітішвілі
Ніколоз Цкітішвілі (груз. ნიკოლოზ ცქიტიშვილი, нар. 14 квітня 1983, Тбілісі, Грузинська РСР, СРСР) — грузинський професійний баскетболіст, який виступав на позиції важкого форварда і центрового за низку команд, зокрема за «Денвер Наггетс» з НБА, а також за національну збірну Грузії.

## Ігрова кар'єра
Починав свою спортивну кар'єру 1997 року на батьківщині виступами за «Колху», де провів два роки. Наступні два роки провів у словенському «Словані».
З січня по липень 2002 року виступав у Італії за «Бенеттон Тревізо», де під керівництвом головного тренера Майка Д'Ентоні виграв чемпіонат та Суперкубок Італії. Зіграв у 13 матчах, набираючи в середньому 6,6 очка за гру. Приблизно в той час він був обраний 5-м номером на драфті НБА 2002 року.
25 лютого 2005 року разом з Родні Вайтом був обміняний до «Голден Стейт Ворріорз» на Едуардо Нахеру, Луїса Флореса та майбутній драфт-пік першого раунду. За три сезони в «Наггетс» Цкітішвілі набирав у середньому 3,8 очка та робив 1,9 підбирання за гру при влучанні 30% кидків. Загалом взяв участь у 143 матчах.
Зігравши лише 12 ігор за «Ворріорз», підписав контракт з «Міннесотою» як вільний агент після виступів у їхній команді Літньої ліги НБА. У середині сезону 2005–2006 років його обміняли до «Фінікс Санз» на вибір другого раунду драфту.
Останнім матчем у НБА для Цкітішвілі стала четверта гра фіналу Західної конференції 2006 року, яка відбулася 30 травня 2006 року і закінчилась перемогою над «Далласом» з рахунком 106:86. Цкітішвілі зіграв лише півтори хвилини (замінивши в самому кінці матчу Леандро Барбозу) і не показав жодної статистики. «Фінікс» програв 5-й і 6-й матч (при цьому Цкітішвілі не грав у жодній грі), таким чином програвши серію «Далласу» з рахунком 4:2.
Із середніми показниками за кар'єру 2,9 очка та 1,8 підбирання за гру за перші чотири сезони в НБА Цкітішвілі вважається одним із найпровальніших виборів на драфті. Колишній журналіст ESPN Білл Сіммонс заявив, що Цкітішвілі є «найгіршим легіонером для будь-якого клубу НБА». Колумніст Девід Шенфілд з ESPN у 2006 році поставив Цкітішвілі на 30-е місце в списку «100 найгірших виборів на драфті за всю історію», а у 2008 році Адам Рейзінгер з ESPN назвав його найгіршим драфт-піком НБА.
Після НБА Цкітішвілі повернувся до Європи. Там він виступав у чемпіонаті Іспанії («Каха Сан-Фернандо», «Фуенлабрада», «Гіпускоа»), Італії («Терамо») і Греції («Паніоніос»). Після цього він залишив Європу і відправився до Азії, щоб продовжити кар'єру там.
2012 року у складі тегеранського «Махрама» виграв Іранську Суперлігу. Сезон 2012—2013 розпочав у складі іранського «Фулада», але був відрахований зі складу у листопаді 2012 року. Наступного місяця підписав контракт з «Шампвілем» з ліванського дивізіону А, денабирав 17,9 очка, 10,9 підбирання та 1,5 блок-шота за гру.
11 жовтня 2015 року підписав контракт із командою Китайської баскетбольної асоціації «Фуцзянь Стердженс». Однак покинув команду до початку сезону і 2 листопада підписав контракт з японським клубом «Уцуномія Брекс». 24 грудня він залишив команду, набираючи в середньому вісім очок і чотири підбирання за гру.
Наступного дня повернувся до «Шампвіля». 3 квітня 2016 року залишив клуб і підписав контракт іранським «Хемідором».
Наприкінці грудня 2017 року підписав контракт з ліванським клубом «Библос».

## Статистика виступів

### Регулярний сезон
| Сезон             | Команда                 | GP  | GS | MPG  | FG%  | 3P%  | FT%  | RPG | APG | SPG | BPG | PPG |
| ----------------- | ----------------------- | --- | -- | ---- | ---- | ---- | ---- | --- | --- | --- | --- | --- |
| 2002–03           | «Денвер Наггетс»        | 81  | 16 | 16.3 | .293 | .243 | .738 | 2.2 | 1.1 | 0.4 | 0.4 | 3.9 |
| 2003–04           | «Денвер Наггетс»        | 39  | 0  | 7.9  | .328 | .273 | .793 | 1.6 | 0.3 | 0.2 | 0.2 | 2.7 |
| 2004–05           | «Денвер Наггетс»        | 23  | 0  | 6.9  | .294 | .000 | .571 | 1.3 | 0.2 | 0.3 | 0.3 | 1.5 |
| 2004–05           | «Голден Стейт Ворріорз» | 12  | 0  | 5.2  | .304 | .200 | .000 | 1.0 | 0.5 | 0.0 | 0.3 | 1.3 |
| 2005–06           | «Міннесота Тімбервулвз» | 5   | 0  | 2.6  | .250 | .000 | .500 | 0.4 | 0.0 | 0.0 | 0.0 | 0.6 |
| 2005–06           | «Фінікс Санз»           | 12  | 0  | 7.2  | .364 | .333 | .667 | 1.7 | 0.3 | 0.1 | 0.2 | 2.8 |
| Усього за кар'єру | Усього за кар'єру       | 172 | 16 | 11.3 | .304 | .235 | .730 | 1.8 | 0.7 | 0.3 | 0.2 | 2.9 |

### Плей-оф
| Сезон | Команда       | GP | GS | MPG | FG%  | 3P%  | FT%  | RPG | APG | SPG | BPG | PPG |
| ----- | ------------- | -- | -- | --- | ---- | ---- | ---- | --- | --- | --- | --- | --- |
| 2006  | «Фінікс Санз» | 4  | 0  | 2.0 | .000 | .000 | .500 | .3  | .5  | .0. | .0  | .3  |